# Републикански път III-5603
Републикански път IIІ-5603 е третокласен път, част от Републиканската пътна мрежа на България, преминаващ изцяло по територията на Старозагорска област, Община Братя Даскалови. Дължината му е 28,5 km.
Пътят се отклонява наляво при 36,1 km на Републикански път II-56 в най-високата точка на прохода Свети Никола в Сърнена Средна гора и се насочва на юг по южните склонове на Сърнена Средна гора. Минава през хижа „Каваклийка“ и селата Горно Ново село, Долно Ново село, Найденово и Голям дол и в центъра на село Братя Даскалови се свързва с Републикански път III-664 при неговия 18,3 km.
| Пътища, отклоняващи се надясно (населено място, № на пътя, посока на пътя) | km   | Пътища, отклоняващи се наляво (посока на пътя, № на пътя, населено място) |
| -------------------------------------------------------------------------- | ---- | ------------------------------------------------------------------------- |
| Община Братя Даскалови, II-56, 36,1 km, пр. Свети Никола ←                 | 0,0  | ← пр. Свети Никола, 36,1 km, II-56, Община Братя Даскалови                |
| хижа „Каваклийка“                                                          | 2,9  | хижа „Каваклийка“                                                         |
| с. Горно Ново село                                                         | 8,2  | с. Горно Ново село                                                        |
| с. Долно Ново село                                                         | 12,5 | с. Долно Ново село                                                        |
| с. Найденово                                                               | 16,9 | → с. Найденово, общински път (за с. Малко Дряново)                        |
| с. Найденово                                                               | 16,9 | → с. Найденово, общински път (за с. Съединение)                           |
| (за с. Малък дол) общински път, с. Голям дол ←                             | 23,6 | с. Голям дол                                                              |
| (до гр. Брезово) III-664, 18,3 km, с. Братя Даскалови ←                    | 28,5 | ← с. Братя Даскалови, 18,3 km, III-664 (от гр. Чирпан)                    |